# Vladimir Orlić
Vladimir Orlić (Cyrillique : Владимир Орлић) est un homme politique serbe né le 15 avril 1983 à Belgrade en Yougoslavie.
Membre du Parti progressiste serbe depuis sa création, il est élu président de l'Assemblée nationale après les élections législatives de 2022.

## Parcours politique
Député depuis 2014, il est élu président de l'Assemblée nationale le 2 août 2022 et demeure en fonction jusqu'à la fin de la législature le 6 février 2024.
Il est nommé Directeur de l'Agence d’information de la sécurité de Serbie le 12 juin 2024.